# اویکو چلیک
اویکو چلیک (انگلیسی: Öykü Çelik؛ زادهٔ ۱۳ ژوئیهٔ ۱۹۸۷) بازیگر اهل ترکیه است. وی از سال ۲۰۰۶ میلادی تاکنون مشغول فعالیت بوده‌است.